# Gara Caransebeș Triaj
Gara Caransebeș Triaj este o stație de cale ferată care deservește municipiul Caransebeș, România.